# Wilhelm Brahe
Pour les articles homonymes, voir Brahe (homonymie).
Wilhelm Brahe, né le 16 janvier 1835 à Paderborn et mort le 16 septembre 1912 à Elwood (Victoria) (Australie), est un explorateur prussien.

## Biographie
Wilhelm Brahe arrive dès 1849 en Nouvelle-Galles du Sud. En 1860, il est engagé dans l'Expédition de Burke et Wills et est mis à la tête, lors de la séparation de la troupe, de l'équipe qui doit rester en place à Fort Wills pendant trois mois. Mais, cinq mois plus tard et ne voyant toujours pas revenir Burke, Brahe prend la décision d'abandonner le Fort. Lorsque Burke y arrive, il découvre un fort désert mais ne sait pas que, par un coup du sort, Brahe l'avait quitté le jour même. Il ne restera de survivant de l'expédition Burke que John King qui sera recueilli par des aborigènes. 
Brahe devient à son retour pasteur dans le Queensland, en Nouvelle-Zélande puis aux Fidji (1874). Il finit sa vie en Australie à Elwood. 
Jules Verne mentionne Brahe dans son roman Les Enfants du capitaine Grant (partie 2, chapitre XI).